# 1910-es norvég labdarúgókupa
A 1910-es norvég labdarúgókupa a Norvég labdarúgókupa 9. szezonja volt. A címvédő a Lyn csapata volt. A versenyen a helyi szövetségi liga (kretsserier) bajnokai vehettek részt, illetve a címvédő, a Lyn. A szezonban nyolc csapat vett részt. A tornát a Lyn csapata nyerte meg, immár harmadik alkalommal.

## Első kör
| 1. csapat           | Eredmény | 2. csapat    |
| ------------------- | -------- | ------------ |
| 1910. szeptember 3. |          |              |
| Stavanger           | 1–4      | Odd          |
| Kvik (Trondheim)    | 0–4      | Lyn          |
| 1910. szeptember 4. |          |              |
| Ørn                 | 1–3      | Fredrikstad  |
| Mercantile          | 9–2      | Lyn (Gjøvik) |

## Elődöntők
| 1. csapat            | Eredmény   | 2. csapat  |
| -------------------- | ---------- | ---------- |
| 1910. szeptember 18. |            |            |
| Fredrikstad          | 1–2 (h.u.) | Odd        |
| Lyn                  | 3–0        | Mercantile |

## Döntő
| 1910. szeptember 26. |

| Lyn                                             | 4–2 | Odd                                        |
| ----------------------------------------------- | --- | ------------------------------------------ |
| Victor Nysted 30' 76' 77' Kristian Krefting 75' |     | Bjarne Gulbrandsen 40' Henry Reinholdt 55' |

| Frogner stadion, Kristiania Nézőszám: 5 000 Játékvezető: Theodor Hansen (Fredrikstad) |

| A Lyn játékoskerete: |  |                           |
|                      |  |                           |
| K                    |  | August Heiberg Kahrs      |
| H                    |  | Alf Paus                  |
| H                    |  | Paul Due                  |
| Kp                   |  | Nikolai Ramm Østgaard     |
| Kp                   |  | Erling Lorck              |
| Kp                   |  | Henrik Nordby             |
| Cs                   |  | Ragnvald Heyerdahl-Larsen |
| Cs                   |  | Kristian Krefting         |
| Cs                   |  | Victor Nysted             |
| Cs                   |  | Erling Maartmann          |
| Cs                   |  | Rolf Maartmann            |

| Az Odd kerete: |  |                    |
|                |  |                    |
| K              |  | Thostrup Rødseth   |
| H              |  | Peder Henriksen    |
| H              |  | Per Skou           |
| Kp             |  | Thoralf Grubbe     |
| Kp             |  | Marius Lund        |
| Kp             |  | Einar Pedersen     |
| Cs             |  | Otto Olsen         |
| Cs             |  | Sverre Hansen      |
| Cs             |  | Bjarne Gulbrandsen |
| Cs             |  | August Fredriksen  |
| Cs             |  | Henry Reinholdt    |